# Full-Service-Agentur
Eine Full-Service-Agentur ist ein Dienstleistungsunternehmen, das andere Unternehmen in den Bereichen Marketing und Werbung berät, begleitet, Werbemaßnahmen konzeptioniert und produziert.

## Definition
Werbe-, Internet- oder auch Designagenturen sind dann Full-Service-Agenturen, wenn sie die gesamte Bandbreite von Werbeleistungen anbieten. „Eine Full-Service-Werbeagentur übernimmt die gesamte werbepolitische Betreuung von Produkten in eigenem Namen und auf eigene Rechnung.“ „Heutige Full-Service-Agenturen begreifen sich weniger als Vermittler und Beförderer werblicher Medienangebote, sondern übernehmen weit darüber hinausgehende Beratungs-, Planungs- und Gestaltungsaufgaben. […] Die Zusammenarbeit mit einer großen Full-Service-Agentur ist in aller Regel auf Dauer angelegt und führt im Idealfall zu einer vertrauensvollen Beziehung zwischen dem Kunden und seiner Agentur, die mit den Problemen des Kunden bestens vertraut ist.“
Das Angebot umfasst klassische Werbung wie Zeitungswerbung, Außenwerbung oder Werbung in Rundfunk und Fernsehen. Hinzu kommen unterschiedlich komplexe Leistungen wie Online-Marketing, Public Relations, Corporate Design/Corporate Identity, Direktwerbung oder Ambient Media. So beinhaltet das Online-Marketing Aufgaben wie die Suchmaschinenoptimierung, das E-Mail-Marketing, Social-Media-Marketing oder auch die reine Webentwicklung. Letztere kann Themen wie Online-Shops, die Bereitstellung von Content-Management-, Blog- oder Portalsystemen umfassen.